# ( ) (álbum)
( ) es el tercer álbum de larga duración de la banda islandesa de post-rock Sigur Rós, publicado en octubre de 2002. Comprende ocho canciones sin título, divididas en dos grupos: las primeras cuatro son optimistas, mientras que las cuatro últimas son más sombrías y melancólicas. Las dos mitades están separadas por 36 segundos de silencio, y el álbum comienza y termina con un sonido de distorsión. El vocalista Jón Þór Birgisson («Jónsi») canta todas las letras del álbum en «vonlenska», un idioma inventado y formado por algarabías. ( ) alcanzó la posición 51 en el Billboard 200 y en general fue bien recibido por la crítica, aunque algunos críticos encontraron el álbum muy similar al anterior trabajo de Sigur Rós, Ágætis byrjun. ( ) supuso el primer álbum con el batería Orri Páll Dýrason en sustitución de Ágúst Ævar Gunnarsson.

## Producción
El título del álbum consiste en dos símbolos de paréntesis opuestos, representando las dos partes del disco, o la idea de que el álbum no tiene título, dejando que sea el oyente el que lo elija. Los miembros de la banda se refieren a él como Svigaplatan, en islandés «el álbum paréntesis». En los créditos del documental Heima, es mencionado como Álbum sin título. Hay cuatro versiones de la portada del álbum, que consiste en fotografías modificadas de la naturaleza cerca del estudio Mosfellsbær. La contraportada muestra una imagen de un niño sonámbulo, inspirada en una fotografía de John Yang. En 2011, la hija de Yang, Naomi, integrante de la banda Galaxie 500; dijo que Sigur Rós usó la imagen sin autorización y sin pagar nada a su padre. El libreto del álbum no incluyó las letras de las canciones ni los créditos de producción, sino que tiene doce hojas en blanco, en las que los oyentes están invitadas a escribir o a dibujar su interpretación de la música del álbum. Una versión de edición limitada de ( ) publicada en España contiene un libro de noventa y cuatro páginas de arte contemporáneo.
El ingeniero y coproductor de ( ) fue Ken Thomas, que había trabajado con la banda en su anterior trabajo, Ágætis byrjun. Este fue el primer álbum de Sigur Rós grabado en su propio estudio, Mosfellsbær, en Álafoss un pequeño pueblo de Reikiavik. La banda se refiere al estudio como «Sundlaugin», piscina en islandés. ( ) incluyó la colaboración del cuarteto femenino de cuerda Amiina. ( ) conllevó mayor tiempo de grabación y producción que Ágætis byrjun, aunque el vocalista Jónsi considera el álbum «menos pulido» que su predecesor. La sección de cuerda de Ágætis byrjun fue grabada en solo dos días, mientras que para ( ) fueron necesarias dos semanas. Además, en su anterior álbum la sección de cuerda fue realizada por la Orquesta Sinfónica de Islandia, mientras que en ( ) fue desarrollada por Amiina.

## Música y letras

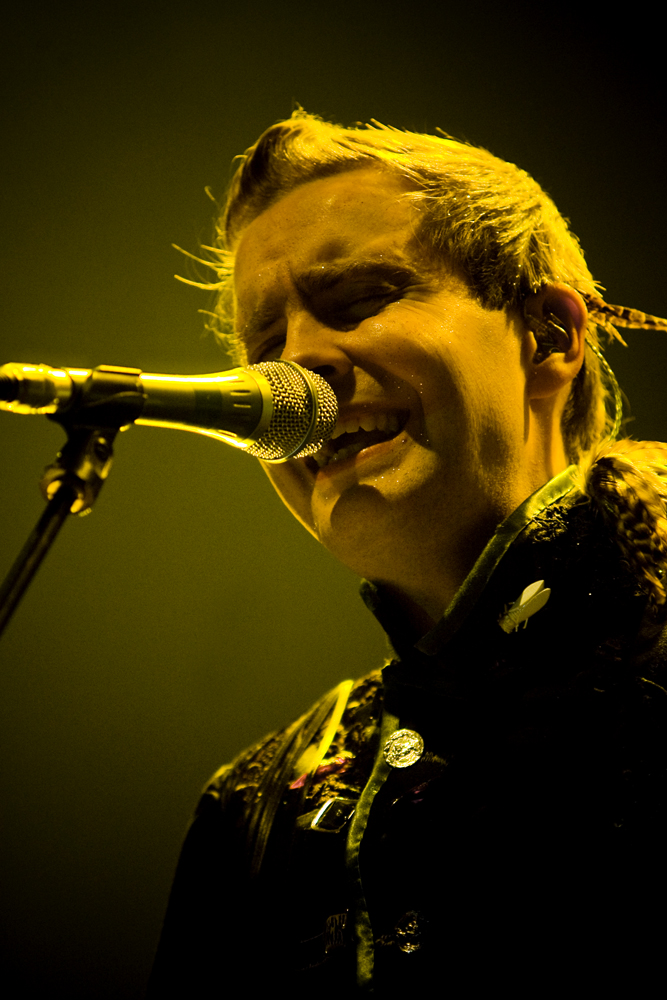
Jónsi canta todos los temas en vonlenska.

( ) se compone de ocho canciones divididas en dos grupos separados por treinta y seis segundos de silencio, que intentan reflejar el cambio de cara de un disco de vinilo. La primera parte del álbum es musicalmente «más optimista y alegre», con un mayor uso de teclados que de guitarra, y utilización de sampling en la voz de Jónsi. La segunda parte es más melancólica, jugando con las emociones del oyente, como la describió Jónsi. Ninguna de las canciones de ( ) tiene títulos. Los temas son mencionados como «Untitled #1», «Untitled #2», etc., aunque a menudo la banda las menciona con un nombre no oficial.
Jónsi canta las letras del álbum completamente en «vonlenska», un idioma inventado y formado por palabras sin sentido y sílabas. El nombre del idioma deriva de la palabra «Von», que significa en islandés «esperanza»; además fue su primer álbum, llamado precisamente Von el que incluye su primera canción en este idioma. El «vonlenska» de ( ) consiste en una frase de once sílabas, «You xylo. You xylo no fi lo. You so», que se separan de distintas maneras a lo largo del álbum. ( ) se compone de material que Sigur Rós había estado tocando en directo durante más de dos años, por esa razón decidieron no añadir letras a las canciones. El batería Orri Páll Dýrason dijo que «las canciones estaban completas y sería extraño añadir letras a unos temas que ya estaban terminados».

## Publicación
Pitchfork Media situó ( ) en el puesto veintinueve de los cincuenta mejores álbumes de 2002, y el 135 en las listas de los 200 mejores discos de la década. El álbum también alcanzó el número cincuenta y uno en el Billboard 200, y dos nominaciones al Grammy en las categorías de mejor álbum de música alternativa y mejor diseño de embalaje. Un vídeo musical realizado para «Untitled #1» y dirigido por Floria Sigismondi fue publicado en abril de 2003. El vídeo muestra un futuro distópico en el que unos niños con máscaras de gas juegan con nieve negra bajo un cielo rojo. En noviembre de ese año, «Untitled #1» recibió un premio al mejor vídeo en los MTV Europe Music Awards en Edimburgo.

### Recepción y crítica

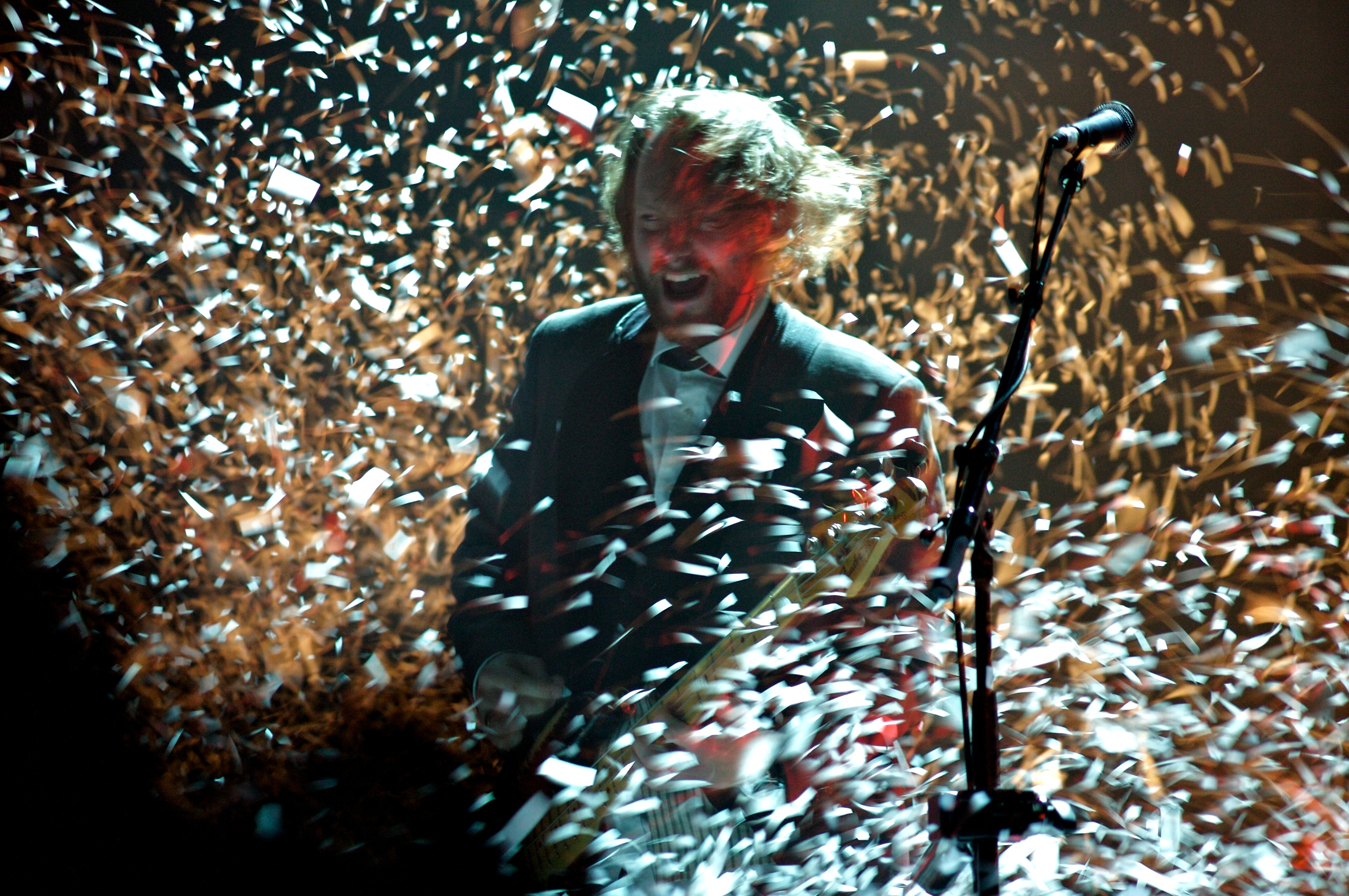
Georg Hólm durante la interpretación de «Untitled #8» en 2008.

( ) tiene una puntuación de 82 % en Metacritic basada en veinte críticas, convirtiéndolo en el trigésimo segundo álbum con mayor puntuación según Metacritic. Daniel Becker de Dusted Magazine escribió que el disco es «maravilloso... las canciones son amplias, sin prisas, e intensas» y es «una lógica continuación de Ágætis Byrjun, utilizando los mismos instrumentos para crear una atmósfera pintoresca y misteriosamente tranquila». Chris Ott de Pitchfork Media escribió que «la música de Sigur Rós tiene toda la profundidad, resonancia y humanidad de un paisaje de Brueghel, y se aprecia mejor con mayor volumen y en espacios abiertos, como la banda sonora de un paisaje real o imaginario». Ott también destacó que ( ) «no brilla con el mismo resplandor que su antecesor», además, encontró que «la frase principal del álbum es bastante repetitiva».
Andy Kellman de Allmusic consideró que, con ( ), Sigur Rós «hizo solo pequeños ajustes, ninguna evolución significativa, en el sonido del grupo». Gavin Edwards de Rolling Stone dijo que ( ) es «impresionante» pero «muy similar en sonido a su antecesor». El crítico de PopMatters Matt Cibula escribió «no creo que estas canciones tengan un significado distinto del que cada oyente le aporte». Tyler Fisher de Sputnikmusic destacó «Untitled #3» como «una de las pocas canciones que le han hecho llorar», además la comparó con temas como «The Canyon Behind Her» de Dredg y «Hallelujah» de Jeff Buckley.

### En la cultura popular
Un fragmento de «Untitled #8» puede ser escuchado en el tráiler de la película de Nicole Kidman Invasión. Tres canciones del álbum, así como el vídeo de fondo que Sigur Rós utilizó en sus conciertos, están incluidos en Vanilla Sky. Esta fue la primera vez que la banda permitió utilizar su música en una película; Jónsi dijo que lo permitieron porque pensó que «la idea de que Tom Cruise actuara con su música de fondo sería divertido». «Untitled #3», fue usada al final de la película de Gregg Araki Mysterious Skin (basada en la novela de Scott Heim), y en un episodio de la segunda temporada de la serie Skins.

## Lista de canciones
Todas las canciones oficialmente no presentan título; los otros nombres son los títulos previos utilizados por los miembros del grupo para referirse a dichas canciones.
| N.º | Título        | Significado de los títulos                                                                  | Duración |  |
| 1.  | «Untitled #1» | «Vaka», el nombre de la hija de Orri                                                        | 6:37     |  |
| 2.  | «Untitled #2» | «Fyrsta», significa «La primera» o «Primera canción»                                        | 7:34     |  |
| 3.  | «Untitled #3» | «Samskeyti», significa «Anexo»                                                              | 6:33     |  |
| 4.  | «Untitled #4» | «Njósnavélin», significa «La máquina espía» aunque es conocida como «La canción de la nada» | 7:33     |  |
| 5.  | «Untitled #5» | «Álafoss», la ubicación del estudio del grupo                                               | 9:56     |  |
| 6.  | «Untitled #6» | «E-Bow», Georg utiliza un arco electrónico en su bajo en esta canción                       | 8:49     |  |
| 7.  | «Untitled #7» | «Dauðalagið», significa «La canción de la muerte»                                           | 12:59    |  |
| 8.  | «Untitled #8» | «Popplagið», significa «La canción pop»                                                     | 11:45    |  |

## Créditos
| Sigur Rós - Jón Þór Birgisson (Jónsi) - voz, guitarra y teclado - Kjartan Sveinsson - teclado y guitarra - Georg Hólm - bajo, teclado y glockenspiel - Orri Páll Dýrason - batería y teclado Amiina - María Huld Markan - violín - Edda Rún Ólafsdóttir - violín - Ólöf Júlía Kjartansdóttir - viola - Sólrún Sumarliðadóttir - violonchelo | Producción - Sigur Rós – producción - Ken Thomas – producción, ingeniería y mezcla - Marco Migliari – ingeniería - Mandy Parnell - masterizado |

## Posiciones en las listas
| Lista                                        | Posición | Ref.   |
| -------------------------------------------- | -------- | ------ |
| Lista oficial de álbumes en Noruega          | 6        | [ 31 ] |
| Lista oficial de álbumes en Irlanda          | 17       | [ 32 ] |
| Lista oficial de álbumes en Francia          | 19       | [ 33 ] |
| Lista oficial de álbumes en Finlandia        | 24       | [ 34 ] |
| Lista oficial de álbumes en Dinamarca        | 24       | [ 35 ] |
| Lista oficial de álbumes en Bélgica          | 33       | [ 36 ] |
| Lista oficial de álbumes en Reino Unido      | 49       | [ 37 ] |
| Lista oficial de álbumes en Australia        | 49       | [ 38 ] |
| Lista oficial de álbumes en Suecia           | 50       | [ 39 ] |
| Lista oficial de álbumes en Estados Unidos   | 51       | [ 2 ]  |
| Lista oficial de álbumes en Austria          | 53       | [ 40 ] |
| Lista oficial de álbumes en los Países Bajos | 59       | [ 41 ] |
| Lista oficial de álbumes en Suiza            | 86       | [ 42 ] |
| Lista oficial de álbumes en Japón            | 88       | [ 43 ] |

| Lista                                     | Posición | Ref.   |
| ----------------------------------------- | -------- | ------ |
| Lista oficial de sencillos en Canadá      | 4        | [ 2 ]  |
| Lista oficial de sencillos en Dinamarca   | 20       | [ 35 ] |
| Lista oficial de sencillos en Irlanda     | 31       | [ 32 ] |
| Lista oficial de sencillos en Reino Unido | 72       | [ 37 ] |
| Lista oficial de sencillos en Alemania    | 98       | [ 44 ] |

## Certificación
| Certificación | Ventas | Ref.   |
| ------------- | ------ | ------ |
| Bélgica       | 15 000 | [ 45 ] |
| Islandia      | 5 000  | [ 46 ] |